# Waldo César
Waldo Aranha Lenz César (Resende, 1922 - Río de Janeiro, 3 de junio de 2007) fue un sociólogo, periodista y teólogo cristiano brasilero.

## Trabajo con la CEB
Nieto e hijo de pastores presbiterianos, trabajó desde muy joven con la Confederación Evangélica de Brasil (CEB) como secretario ejecutivo del Departamento de Juventud y luego del Departamento de Migración y Colonización. Desde 1954 apoyó al misionero presbiteriano Richard Shaull en la conformación de la Comisión de Iglesia y Sociedad, que consiguió unir esfuerzos de un mayor número de iglesias que la CEB. El mismo años se realizó la consulta sobre "Responsabilidad Social de la Iglesia" y fue establecido el Sector de Responsabilidad Social de la CEB, del cual Waldo César fue designado como secretario ejecutivo. En 1957 realizó estudios de especialización sobre "Iglesia y Sociedad" y ecumenismo, en el Instituto Ecuménico del Consejo Mundial de Iglesias (CMI).

## Sector de Responsabilidad Social
Coordinó la realización por el Sector de Responsabilidad Social de otras tres consultas nacionales de las iglesias, en 1957, sobre "la iglesia y las rápidas transformaciones de Brasil"; en 1960 sobre la presencia de la iglesia en la evolución de la nacionalidad" y en 1962 sobre "Cristo y el proceso revolucionario brasilero". En la última consulta participaron 167 delegados provenientes de 17 estados de Brasil y de 16 denominaciones cristianas.

## Represión y Dictadura
En 1964 en medio de la tensión y presión previa al golpe militar, la CEB destituyó a Waldo y clausuró el programa de Iglesia y Sociedad. Participó en 1964 en la reunión en México del Comité ad hoc que apoyaba a los líderes protestantes perseguidos en varios países de América Latina. También en 1964 fue uno de los 15 fundadores en Río de Janeiro, del Centro Ecuménico de Información (CEI), que en las condiciones de la dictadura militar publicó boletines de noticias, Biblia Hoje, el Suplemento CEI en periódicos de amplia circulación, así como los libros de la editora Tempo e Presença y desde 1966 la revista Paz e Terra, de cuyo equipo de redacción formaba parte Waldo César. Fue escogido como director responsable, pero su trabajo se vio obstaculizado desde cuando fue detenido en febrero de 1967 por varios días, por la policía, con el pretexto de una investigación sobre las protestas de los estudiantes de secundaria.
En 1966, con el apoyo del CMI por intermedio de "Iglesia y Sociedad en América Latina" (ISAL), Waldo César había participado en el restablecimiento de la Comisión de Iglesia y Sociedad por 30 personas de 7 denominaciones protestantes que había trabajado con el Sector de Responsabilidad Social y el Departamento de Acción Social de la CEB y luego la comisión fue reconocida como ISAL regional Brasil, con Waldo como director ejecutivo.
En 1968 fue publicado. por la Editora Vozes, el libro Protestantismo e Imperialismo na América Latina, con trabajos de Richard Shaull, Orlando Fals Borda, Beatriz Muniz de Souza y el ensayo de Waldo César "Situação social e crescimento do protestantismo na América Latina". Al ser requerido ese año nuevamente, pero por el Ejército, Waldo César decidió huir y evitar la detención en un proceso de la justicia militar que, después de varios años, declaró su inocencia. En 1969 se publicó el número 9 de la revista, con su despedida.
Como continuidad de su trabajo en la CEI, coordinó la elaboración y redacción los artículos sobre religión de la Grande Enciclopédia Delta-Larousse (1970) y de la Enciclopédia Mirador Internacional (1975). En 1973 la Editora Vozes publicó su libro Para uma Sociologia do Protestantismo Brasileiro.

## FAO
Entre 1979 y 1987, fue coordinador de la Campaña Mundial contra el Hambre, Acción para el Desarrollo, de la Organización para la Agricultura y la Alimentación (FAO), para la región de América Latina.

## Últimos años
Nuevamente en Brasil, fue presbítero de la Iglesia Cristiana de Ipanema desde los años 80, miembro de la Comisión de Proyectos da Fundación Luterana Diaconía, asesor de diversas entidades y desde 1992 presbítero en la parroquia Bom Samaritano de la Iglesia Luterana. Tradujo y publicó la autobiografía de Richard Shaull (Surpreendiido pela graça) y publicó con él el libro Pentecostalismo e futuro das igrejas cristãs: promessas e desafios. Su esposa fue Maria Luiza Cruz César, con quien compartió su vida. Tuvieron dos hijos periodistas y una hija, Ana Cristina César, poetisa.